# Ciclismo en los Juegos Olímpicos de París 2024 – Velocidad individual femenino
La prueba de ciclismo en pista de velocidad individual femenino en los Juegos Olímpicos de París se llevó a cabo en París, Francia desde el 9 al 11 de agosto de 2024 en el Velódromo de Saint-Quentin-en-Yvelines de la ciudad de París.

## Formato de competición
Esta disciplina consta de dos fases: una primera fase de clasificación y una segunda fase de eliminación. Los emparejamientos se establecen en función de los resultados de una contrarreloj individual de una vuelta al velódromo de 200 metros. Cada carrera enfrenta a dos ciclistas que compiten entre sí al mejor de tres series. Cada serie consta de tres vueltas al velódromo.

## Horario
Todos los horarios están en UTC tiempo de Francia (+1 GMT)
| Fecha                        | Tiempo | Evento                         |
| ---------------------------- | ------ | ------------------------------ |
| Viernes 9 de agosto de 2024  | 07:00  | Clasificación                  |
| Viernes 9 de agosto de 2024  | 07:48  | 1/32 de final                  |
| Viernes 9 de agosto de 2024  | 08:38  | 1/32 de final, repechaje       |
| Viernes 9 de agosto de 2024  | 12:10  | 1/16 de final                  |
| Viernes 9 de agosto de 2024  | 12:58  | 1/16 de final, repechajes      |
| Sábado 10 de agosto de 2024  | 10:00  | 1/8 de final                   |
| Sábado 10 de agosto de 2024  | 10:50  | 1/8 de final, repechaje        |
| Sábado 10 de agosto de 2024  | 12:07  | Cuartos de final               |
| Domingo 11 de agosto de 2024 | 04:22  | Semifinales                    |
| Domingo 11 de agosto de 2024 | 05:25  | Carrera por el 5º al 8º puesto |
| Domingo 11 de agosto de 2024 | 05:45  | Finales                        |

## Resultados

### Clasificación
- Las clasificaciones finalizaron de la siguiente forma:[4]

| Clasificación | Clasificación | Clasificación     | Clasificación | Clasificación     |
| Posición      | País          | Ciclistas         | Tiempo        | Vel. media (km/h) |
| ------------- | ------------- | ----------------- | ------------- | ----------------- |
| 1.º           | Alemania      | Lea Friedrich     | 10.029"       | 71.792 WR Q       |
| 2.º           | Reino Unido   | Emma Finucane     | 10.067"       | 71.521 Q          |
| 3.º           | Nueva Zelanda | Ellesse Andrews   | 10.108"       | 71.231 Q          |
| 4.º           | Reino Unido   | Sophie Capewell   | 10.132"       | 71.062 Q          |
| 5.º           | Francia       | Mathilde Gros     | 10.182"       | 70.713 Q          |
| 6.º           | Alemania      | Emma Hinze        | 10.198"       | 70.602 Q          |
| 7.º           | Japón         | Mina Sato         | 10.257"       | 70.196 Q          |
| 8.º           | Países Bajos  | Hetty van de Wouw | 10.263"       | 70.155 Q          |
| 9.º           | Nueva Zelanda | Shaane Fulton     | 10.281"       | 70.032 Q          |
| 10.º          | Canadá        | Kelsey Mitchell   | 10.285"       | 70.005 Q          |

| Posiciones desde el 11.º hasta el 20.º | Posiciones desde el 11.º hasta el 20.º | Posiciones desde el 11.º hasta el 20.º | Posiciones desde el 11.º hasta el 20.º | Posiciones desde el 11.º hasta el 20.º |
| Posición                               | País                                   | Ciclistas                              | Tiempo                                 | Vel. media (km/h)                      |
| -------------------------------------- | -------------------------------------- | -------------------------------------- | -------------------------------------- | -------------------------------------- |
| 11.º                                   | Australia                              | Kristina Clonan                        | 10.310"                                | 69.835 Q                               |
| 12.º                                   | Canadá                                 | Lauriane Genest                        | 10.310"                                | 69.835 Q                               |
| 13.º                                   | Colombia                               | Martha Bayona                          | 10.411"                                | 69.158 Q                               |
| 14.º                                   | Países Bajos                           | Steffie van der Peet                   | 10.479"                                | 68.709 Q                               |
| 15.º                                   | Colombia                               | Stefany Cuadrado                       | 10.508"                                | 68.519 Q                               |
| 16.º                                   | Italia                                 | Miriam Vece                            | 10.560"                                | 68.182 Q                               |
| 17.º                                   | México                                 | Daniela Gaxiola                        | 10.581"                                | 68.046 Q                               |
| 18.º                                   | Francia                                | Taky Kouamé                            | 10.634"                                | 67.707 Q                               |
| 19.º                                   | México                                 | Yuli Verdugo                           | 10.637"                                | 67.688 Q                               |
| 20.º                                   | Japón                                  | Riyu Ohta                              | 10.659"                                | 67.549 Q                               |
| 21.º                                   | Malasia                                | Nurul Izzah                            | 10.709"                                | 67.233 Q                               |
| 22.º                                   | China                                  | Bao Shanju                             | 10.744"                                | 67.014 Q                               |
| 23.º                                   | Polonia                                | Marlena Karwacka                       | 10.758"                                | 66.927 Q                               |
| 24.º                                   | Bélgica                                | Julie Nicolaes                         | 10.809"                                | 66.611 Q                               |
| 25.º                                   | Polonia                                | Nikola Sibiak                          | 10.945"                                | 65.783                                 |
| 26.º                                   | Italia                                 | Sara Fiorin                            | 11.085"                                | 64.953                                 |
| 27.º                                   | Australia                              | Chloe Moran                            | 11.112"                                | 64.795                                 |
| 28.º                                   | Nigeria                                | Ese Ukpeseraye                         | 11.652"                                | 61.792                                 |
| 29.º                                   | Bélgica                                | Nicky Degrendele                       | No empezó                              |                                        |
| 30.º                                   | China                                  | Yuan Liying                            | No empezó                              |                                        |

Regla de clasificación: Los ciclistas clasificados del 1.º al 24.º se clasificaron a las siguientes rondas.

WR: Record mundial.

### Ronda 1/32
- Las clasificaciones de la ronda 1/32 finalizaron de la siguiente forma:[5]

| Clasificación | Clasificación | Clasificación | Clasificación        | Clasificación | Clasificación     |
| Serie         | Posición      | País          | Ciclistas            | Tiempo        | Vel. media (km/h) |
| ------------- | ------------- | ------------- | -------------------- | ------------- | ----------------- |
| 1             | 1             | Alemania      | Lea Friedrich        | 10.997" Q     | 65.472            |
| 1             | 2             | Bélgica       | Julie Nicolaes       | +1.015        |                   |
| 2             | 1             | Reino Unido   | Emma Finucane        | 11.172" Q     | 64.447            |
| 2             | 2             | Polonia       | Marlena Karwacka     | +0.632        |                   |
| 3             | 1             | Nueva Zelanda | Ellesse Andrews      | 10.986" Q     | 65.538            |
| 3             | 2             | China         | Bao Shanju           | +0.312        |                   |
| 4             | 1             | Reino Unido   | Sophie Capewell      | 10.886" Q     | 66.140            |
| 4             | 2             | Malasia       | Nurul Izzah          | +0.081        |                   |
| 5             | 1             | Francia       | Mathilde Gros        | 11.001" Q     | 65.449            |
| 5             | 2             | Japón         | Riyu Ohta            | +0.201        |                   |
| 6             | 1             | Alemania      | Emma Hinze           | 10.928" Q     | 65.886            |
| 6             | 2             | México        | Yuli Verdugo         | +0.119        |                   |
| 7             | 1             | Japón         | Mina Sato            | 11.023" Q     | 65.318            |
| 7             | 2             | Francia       | Taky Kouamé          | +0.112        |                   |
| 8             | 1             | Países Bajos  | Hetty van de Wouw    | 10.883" Q     | 66.158            |
| 8             | 2             | México        | Daniela Gaxiola      | +0.187        |                   |
| 9             | 1             | Nueva Zelanda | Shaane Fulton        | 10.933" Q     | 65.856            |
| 9             | 2             | Italia        | Miriam Vece          | +0.250        |                   |
| 10            | 1             | Canadá        | Kelsey Mitchell      | 10.850" Q     | 66.359            |
| 10            | 2             | Colombia      | Stefany Cuadrado     | +0.378        |                   |
| 11            | 1             | Australia     | Kristina Clonan      | 10.980" Q     | 65.574            |
| 11            | 2             | Países Bajos  | Steffie van der Peet | +0.100        |                   |
| 12            | 1             | Colombia      | Martha Bayona Pineda | 10.932" Q     | 65.862            |
| 12            | 2             | Canadá        | Lauriane Genest      | +0.064        |                   |

Q: Se clasificaron a la siguiente ronda.

### Ronda 1/32 Repechaje
- Las clasificaciones de la ronda 1/32 repechaje finalizaron de la siguiente forma:[6]

| Clasificación | Clasificación | Clasificación | Clasificación        | Clasificación | Clasificación     |
| Serie         | Posición      | País          | Ciclistas            | Tiempo        | Vel. media (km/h) |
| ------------- | ------------- | ------------- | -------------------- | ------------- | ----------------- |
| 1             | 1             | México        | Daniela Gaxiola      | 11.085" Q     | 64.953            |
| 1             | 2             | Italia        | Miriam Vece          | +0.004        |                   |
| 1             | 3             | Bélgica       | Julie Nicolaes       | +0.509        |                   |
| 2             | 1             | Francia       | Taky Kouamé          | 11.211" Q     | 64.223            |
| 2             | 2             | Polonia       | Marlena Karwacka     | +0.065        |                   |
| 2             | 3             | Colombia      | Stefany Cuadrado     | +1.258        |                   |
| 3             | 1             | Países Bajos  | Steffie van der Peet | 11.155" Q     | 64.545            |
| 3             | 2             | México        | Yuli Verdugo         | +0.001        |                   |
| 3             | 3             | China         | Bao Shanju           | +0.127        |                   |
| 4             | 1             | Canadá        | Lauriane Genest      | 10.986" Q     | 65.538            |
| 4             | 2             | Malasia       | Nurul Izzah          | +0.059        |                   |
| 4             | 3             | Japón         | Riyu Ohta            | +0.326        |                   |

Q: Se clasificaron a la siguiente ronda.

### Ronda 1/16
- Las clasificaciones de la ronda 1/16 finalizaron de la siguiente forma:[7]

| Clasificación | Clasificación | Clasificación | Clasificación        | Clasificación | Clasificación     |
| Serie         | Posición      | País          | Ciclistas            | Tiempo        | Vel. media (km/h) |
| ------------- | ------------- | ------------- | -------------------- | ------------- | ----------------- |
| 1             | 1             | Alemania      | Lea Friedrich        | 10.671" Q     | 67.473            |
| 1             | 2             | Canadá        | Lauriane Genest      | +0.220        |                   |
| 2             | 1             | Reino Unido   | Emma Finucane        | 11.203" Q     | 64.268            |
| 2             | 2             | Países Bajos  | Steffie van der Peet | +0.127        |                   |
| 3             | 1             | Nueva Zelanda | Ellesse Andrews      | 11.271" Q     | 63.881            |
| 3             | 2             | Francia       | Taky Kouamé          | +0.146        |                   |
| 4             | 1             | Reino Unido   | Sophie Capewell      | 10.810" Q     | 66.605            |
| 4             | 2             | México        | Daniela Gaxiola      | +0.077        |                   |
| 5             | 1             | Francia       | Mathilde Gros        | 10.788" Q     | 66.741            |
| 5             | 2             | Colombia      | Martha Bayona        | +0.016        |                   |
| 6             | 1             | Alemania      | Emma Hinze           | 10.886" Q     | 66.140            |
| 6             | 2             | Australia     | Kristina Clonan      | +0.087        |                   |
| 7             | 1             | Japón         | Mina Sato            | 10.816" Q     | 66.568            |
| 7             | 2             | Canadá        | Kelsey Mitchell      | +0.042        |                   |
| 8             | 1             | Países Bajos  | Hetty van de Wouw    | 10.769" Q     | 66.859            |
| 8             | 2             | Nueva Zelanda | Shaane Fulton        | +0.001        |                   |

Q: Se clasificaron a la siguiente ronda.

### Ronda 1/16 Repechaje
- Las clasificaciones de la ronda 1/16 repechaje finalizaron de la siguiente forma:[8]

| Clasificación | Clasificación | Clasificación | Clasificación        | Clasificación | Clasificación     |
| Serie         | Posición      | País          | Ciclistas            | Tiempo        | Vel. media (km/h) |
| ------------- | ------------- | ------------- | -------------------- | ------------- | ----------------- |
| 1             | 1             | Nueva Zelanda | Shaane Fulton        | 10.875" Q     | 66.207            |
| 1             | 2             | Canadá        | Lauriane Genest      | +0.179        |                   |
| 2             | 1             | Canadá        | Kelsey Mitchell      | 10.846" Q     | 66.384            |
| 2             | 2             | Países Bajos  | Steffie van der Peet | +0.070        |                   |
| 3             | 1             | Australia     | Kristina Clonan      | 10.804" Q     | 66.642            |
| 3             | 2             | Francia       | Taky Kouamé          | +0.860        |                   |
| 4             | 1             | Colombia      | Martha Bayona        | 11.081" Q     | 64.976            |
| 4             | 2             | México        | Daniela Gaxiola      | +0.131        |                   |

Q: Se clasificaron a la siguiente ronda.

### Ronda 1/8
- Las clasificaciones de la ronda 1/8 finalizaron de la siguiente forma:[9]

| Clasificación | Clasificación | Clasificación | Clasificación        | Clasificación | Clasificación     |
| Serie         | Posición      | País          | Ciclistas            | Tiempo        | Vel. media (km/h) |
| ------------- | ------------- | ------------- | -------------------- | ------------- | ----------------- |
| 1             | 1             | Alemania      | Lea Friedrich        | 10.716" Q     | 67.189            |
| 1             | 2             | Colombia      | Martha Bayona Pineda | +0.091        |                   |
| 2             | 1             | Reino Unido   | Emma Finucane        | 10.549" Q     | 68.253            |
| 2             | 2             | Australia     | Kristina Clonan      | +0.658        |                   |
| 3             | 1             | Nueva Zelanda | Ellesse Andrews      | 10.917" Q     | 65.952            |
| 3             | 2             | Canadá        | Kelsey Mitchell      | +0.116        |                   |
| 4             | 1             | Reino Unido   | Sophie Capewell      | 10.811" Q     | 66.599            |
| 4             | 2             | Nueva Zelanda | Shaane Fulton        | +0.004        |                   |
| 5             | 1             | Países Bajos  | Hetty van de Wouw    | 10.732" Q     | 67.089            |
| 5             | 2             | Francia       | Mathilde Gros        | +0.245        |                   |
| 6             | 1             | Alemania      | Emma Hinze           | 10.838" Q     | 66.433            |
| 6             | 2             | Japón         | Mina Sato            | +0.032        |                   |

Q: Se clasificaron a la siguiente ronda.

### Ronda 1/8 Repechaje
- Las clasificaciones de la ronda 1/8 repechaje finalizaron de la siguiente forma:[10]

| Clasificación | Clasificación | Clasificación | Clasificación   | Clasificación | Clasificación     |
| Serie         | Posición      | País          | Ciclistas       | Tiempo        | Vel. media (km/h) |
| ------------- | ------------- | ------------- | --------------- | ------------- | ----------------- |
| 1             | 1             | Colombia      | Martha Bayona   | 10.871" Q     | 66.231            |
| 1             | 2             | Francia       | Mathilde Gros   | +0.027        |                   |
| 1             | 3             | Nueva Zelanda | Shaane Fulton   | +0.276        |                   |
| 2             | 1             | Canadá        | Kelsey Mitchell | 10.613" Q     | 67.841            |
| 2             | 2             | Japón         | Mina Sato       | +0.111        |                   |
| 2             | 3             | Australia     | Kristina Clonan | +0.295        |                   |

Q: Se clasificaron a la siguiente ronda.

### Cuartos de final
- Las clasificaciones de cuartos de final finalizaron de la siguiente forma:[11]

| Clasificación | Clasificación | Clasificación | Clasificación     | Clasificación | Clasificación     |
| Serie         | Posición      | País          | Ciclistas         | Tiempo        | Vel. media (km/h) |
| ------------- | ------------- | ------------- | ----------------- | ------------- | ----------------- |
| 1             | 1             | Alemania      | Lea Friedrich     | 10.774" Q     | 66.828            |
| 1             | 2             | Canadá        | Kelsey Mitchell   | +0.217        |                   |
| 2             | 1             | Reino Unido   | Emma Finucane     | 10.877" Q     | 66.195            |
| 2             | 2             | Colombia      | Martha Bayona     | +0.076        |                   |
| 3             | 1             | Nueva Zelanda | Ellesse Andrews   | 10.746" Q     | 67.002            |
| 3             | 2             | Alemania      | Emma Hinze        | +0.048        |                   |
| 4             | 1             | Países Bajos  | Hetty van de Wouw | 10.639" Q     | 67.676            |
| 4             | 2             | Reino Unido   | Sophie Capewell   | +0.088        |                   |

Q: Se clasificaron a la siguiente ronda.

### Semifinales
- Las clasificaciones de las semifinales finalizaron de la siguiente forma:[12]

| Clasificación | Clasificación | Clasificación | Clasificación     | Clasificación | Clasificación     |
| Serie         | Posición      | País          | Ciclistas         | Tiempo        | Vel. media (km/h) |
| ------------- | ------------- | ------------- | ----------------- | ------------- | ----------------- |
| 1             | 1             | Alemania      | Lea Friedrich     | 10.687" Q     | 67.372            |
| 1             | 2             | Países Bajos  | Hetty van de Wouw | +0.014        |                   |
| 2             | 1             | Nueva Zelanda | Ellesse Andrews   | 10.565" Q     | 68.150            |
| 2             | 2             | Reino Unido   | Emma Finucane     | +0.096        |                   |

Q: Se clasificaron a la final.

### Finales
- Los resultados finalizaron de la siguiente forma:[13]

| Posición | País          | Ciclistas         | Tiempo  | Vel. media (km/h) |
| -------- | ------------- | ----------------- | ------- | ----------------- |
|          | Nueva Zelanda | Ellesse Andrews   | 10.516" | 68.467            |
|          | Alemania      | Lea Friedrich     | +0.624  |                   |
|          | Reino Unido   | Emma Finucane     | 10.629" | 67.739            |
| 4.º      | Países Bajos  | Hetty van de Wouw | +0.160  |                   |
| 5.º      | Reino Unido   | Sophie Capewell   | 10.780" | 66.790            |
| 6.º      | Alemania      | Emma Hinze        | +0.064  |                   |
| 7.º      | Colombia      | Martha Bayona     | +0.092  |                   |
| 8.º      | Canadá        | Kelsey Mitchell   | +0.493  |                   |